# Критий (скульптор)

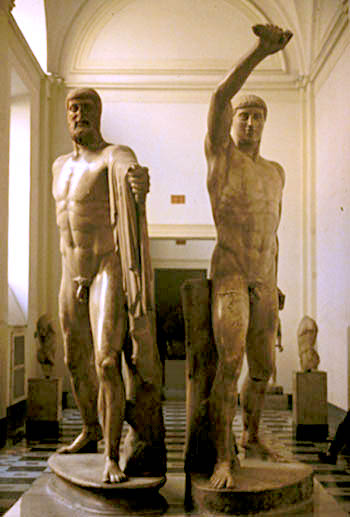
Гармодий и Аристогитон. Скульпторы Критий и Несиот. (Римская копия бронзовой группы, поставленной на афинском Акрополе в 476 году до н. э., после похищения первых статуй персами.

Критий (греч. Κριτίος) — древнегреческий скульптор аттической школы, один из предшественников Фидия.
В сотрудничестве со своим товарищем по искусству, Несиотом, в 476 году до н. э. он изваял памятник убившим тирана Гиппарха Гармодию и Аристогитону, повторение которого учёные видят в двух статуях Неаполитанского музея, отличающихся ещё сухим, жилистым телосложением.
Оригиналы работ исчезли, однако римские репродукции сохранились. Наиболее полные мраморные копии находятся в Национальном музее Неаполя. Критий, вероятно ученик Антенора, учредил скульптурную школу в Афинах.